# Виннемарк
Виннемарк (нем. Winnemark, дат. Vindemark) — коммуна в Германии, в земле Шлезвиг-Гольштейн. 
Входит в состав района Рендсбург-Экернфёрде. Подчиняется управлению Шванзен.  Население составляет 532 человека (на 31 декабря 2010 года). Занимает площадь 9,58 км².

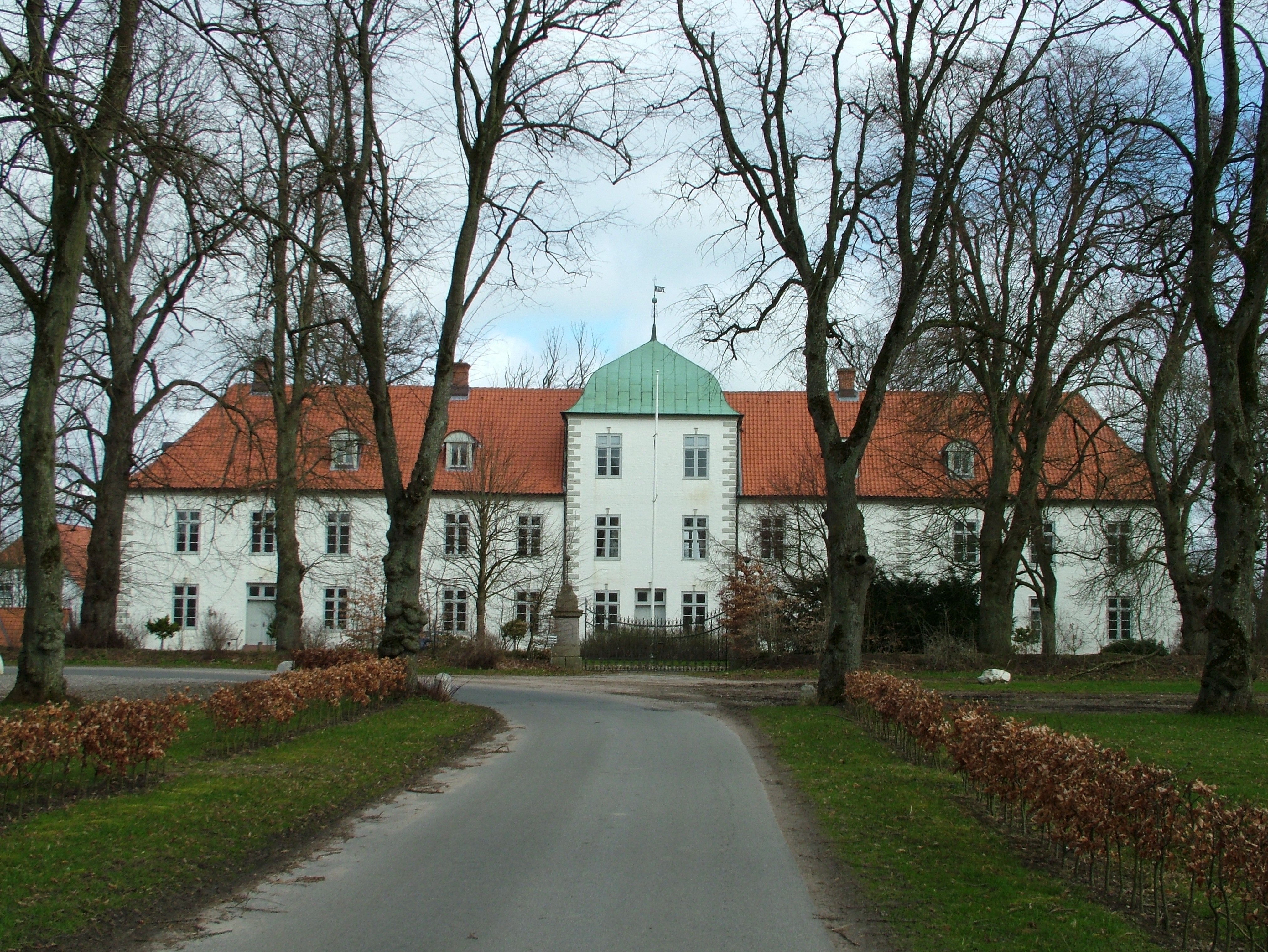
Виннемарк